# Feroleto Antico
Feroleto Antico es una localidad italiana de la provincia de Catanzaro, región de Calabria, con 2.102 habitantes.

## Evolución demográfica
| Gráfica de evolución demográfica de Feroleto Antico entre 1861 y 2001 |
|                                                                       |
| Fuente ISTAT - Elaboración gráfica por parte de Wikipedia             |